# Asociación Nacionalsocialista de Profesionales del Derecho

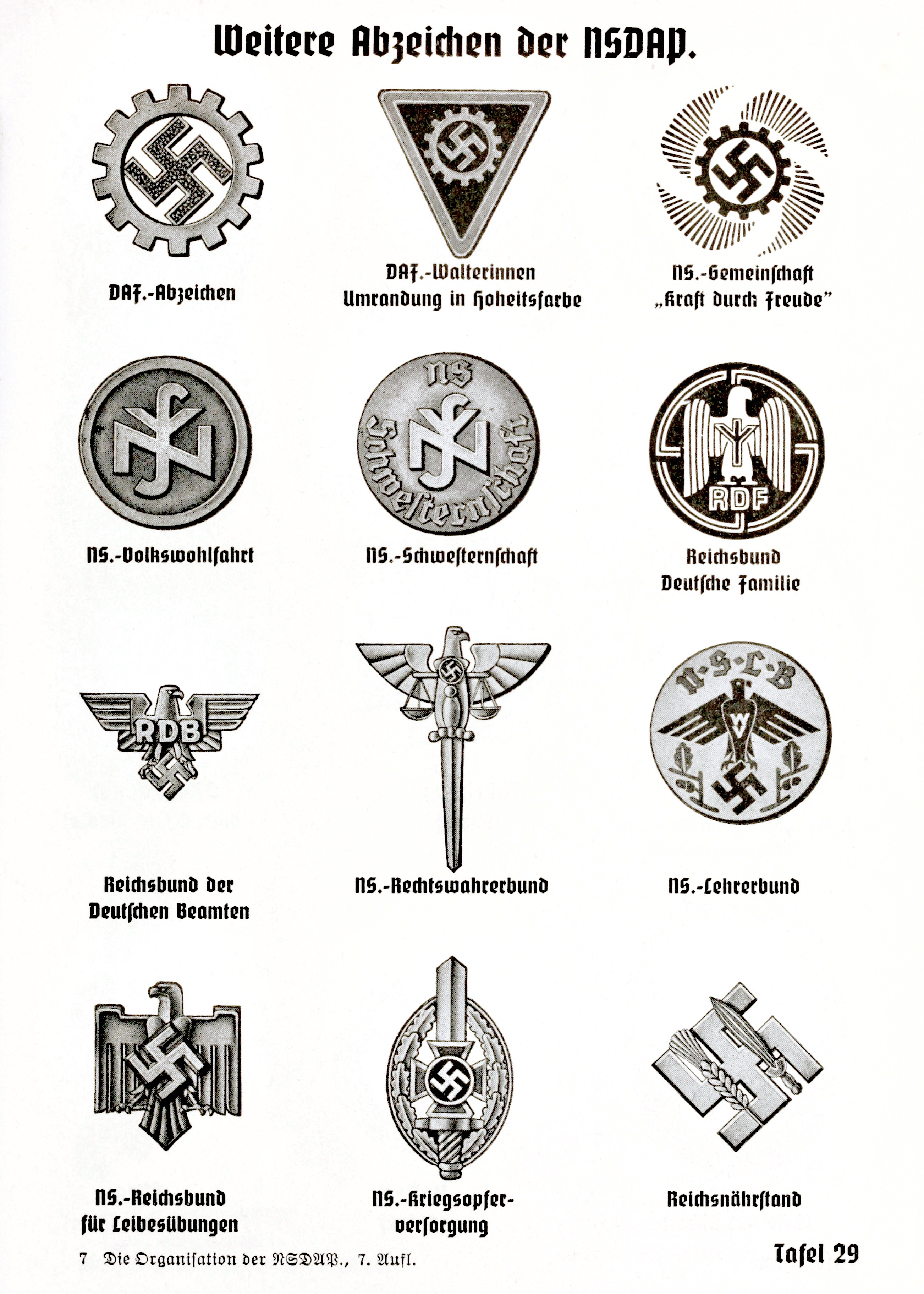
Símbolos de las diferentes asociaciones relacionadas con el NSDAP. La ANPDA es la segunda desde abajo, en el centro.

La Asociación Nacionalsocialista de Profesionales del Derecho Alemanes (en alemán: Nationalsozialistischer Rechtswahrerbund, o NSRB) fue la organización profesional de profesionales jurídicos alemanes (abogados, jueces, fiscales, notarios y académicos jurídicos) en el Tercer Reich desde 1936 hasta 1945. Fue la sucesora de la Asociación de Juristas Alemanes Nacionalsocialistas (en alemán: Bund Nationalsozialistischer Deutscher Juristen, o BNSDJ), que existió desde 1928 hasta 1936.